# 経国美談
経国美談（けいこくびだん）は、矢野龍渓の政治小説。2冊からなり前編は1883年（明治16年）3月刊、後編は1884年（明治17年）2月刊。
古代ギリシャの歴史に取材し、ペロビダスとエパミノンダスの2人を主人公にテーベ勃興の一部始終を描写する。前編はテーベの士たちが国に民政を回復するまでを描き、後編はスパルタの侵略を退けてテーベがギリシャの盟主となる過程を描く。翻訳と創作の中間的な作品で、雅俗折衷体の文体による。本の「凡例」には参照したギリシャ史の書名を挙げ、史実に価値を置く姿勢を表明しているが、登場人物に「智」「仁」「勇」の観念を当てるなど、読本（具体的には曲亭馬琴『南総里見八犬伝』）の系譜にも連なっている。講談や演劇にもされ、広く流布した。
作者自身が属する立憲改進党の理想も盛り込まれている。

## 粉本
矢野があげている粉本は以下の八冊。
- ジョージ・グロート（w:George Grote)『ギリシャ史』
- ジョン・ジリーズ（w:John Gillies (historian))『ギリシャ史』
- コノップ・サーウォール（w:Connop Thirlwall)『ギリシャ史』
- ジョージ・ウィリアム・コックス（w:George William Cox)『ギリシャおよびローマ古代史』
- ウィリアム・スミス（William Smith)『ギリシア史』
- ボジェーセン（da:Ernst Frederik Christian Bojesen)『ギリシア史』
- グッドリッチ（Arthur Lewis Goodrich)『ギリシア史』
- ティトラー（w:Henry William Tytler) 『万国史』